# بينوا يواكيم
بينوا يواكيم (بالفرنسية: Benoît Joachim)‏ ولد بتاريخ 4 يناير 1976 في لوكسمبورغ، هو دراج سابق في صنف سباق الدراجات على الطريق. سبق أن شارك في دورة الألعاب الأولمبية الصيفية.

## روابط خارجية
- بينوا يواكيم على موقع الاتحاد الدولي للدراجات (الإنجليزية)
- بينوا يواكيم على موقع أرشيف الدراجات (الإنجليزية)
- بينوا يواكيم على موقع إحصائيات الدراجات الإحترافية (الإنجليزية)
- بينوا يواكيم على موقع نسبة الدراجات (الإنجليزية)
- بينوا يواكيم على موقع اللجنة الأولمبية الدولية (الإنجليزية)
- بينوا يواكيم على موقع أوليمبيديا (الإنجليزية)